# أكلبترة ثنائية القرون
أكلبترة ثنائية القرون (الاسم العلمي: Acalyptris bircornutus) هي نوع من الحشرات تتبع جنس الأكلبترة من فصيلة السليلات.